# Concarneau (film)
Pour plus de détails, voir Fiche technique et Distribution.
Concarneau est un film muet français réalisé par Louis Feuillade et sorti en 1909.

## Fiche technique
- Titre : Concarneau
- Réalisation : Louis Feuillade
- Scénario : Louis Feuillade
- Société de production : Société des Établissements L. Gaumont
- Pays d'origine :  France
- Langue : intertitres en français
- Format : Noir et blanc — 35 mm — 1,33:1 — Son : Muet
- Genre :
- Durée :
- Dates de sortie :